# Andrena tuberculifera
Andrena tuberculifera är en biart som beskrevs av Pérez 1895. Andrena tuberculifera ingår i släktet sandbin, och familjen grävbin. Inga underarter finns listade i Catalogue of Life.